# Patrick Ilboudo
Patrick Gomdaogo Ilboudo, né le 18 février 1951 à Ouagadougou et mort le 28 février 1994, est un écrivain burkinabé.

## Biographie

### Enfance, éducation et débuts
Ilboudo née à nafbanka de Kombissiri. Il fréquente l’école primaire publique de nafbanka de Kombissiri, puis le collège privé Laurent Gilhat, actuel lycée Saint-Joseph, mais il doit interrompre ses études secondaires après le BEPC pour travailler afin de payer les classes suivantes qu’il acheve au collège privé Volta, actuel SPA par l’obtention du baccalauréat en 1975.
Il décroche une licence de lettres modernes de l'université de Ouagadougou en 1978, puis une maîtrise en 1979 avant de rejoindre l'Institut français de presse (IFP) de Paris qu’il fréquente pendant l'année universitaire 1979-1980.
En 1983, il soutient sa thèse de doctorat du 3e cycle en sciences de l'information et de la communication à l'université Panthéon-Assas sous le titre : La politique française vue par les journaux africains, à partir de l’étude de quatre

## Œuvres
- Les Toilettes : 1er prix de la série « nouvelle » au 1er prix national des arts et lettres en 1983.
- Le Procès du Muet : obtient le 2e prix de la 1re édition au grand prix sidwaya en 1986
- Les carnets secrets d'une fille de joie.- Ouagadougou  : La Mante, 1988
- Le Vertige du trône : 1er prix de la 1re édition du grand prix du meilleur roman de l’imprimerie national du Burkina en 1990.
- Le Héraut têtu :  Grand prix littéraire d'Afrique noire de l’ADELP en 1992[3].

## Prix et distinctions
En 1992, il reçoit le Grand prix littéraire d'Afrique noire, pour son ouvrage, Le Héraut têtu.